# Polycelis schmidti
Polycelis schmidti is een platworm (Platyhelminthes). De worm is tweeslachtig. De soort leeft in of nabij zoet water.
Het geslacht Polycelis, waarin de platworm wordt geplaatst, wordt tot de familie Planariidae gerekend. De wetenschappelijke naam van de soort werd, als Seidlia schmidti, voor het eerst geldig gepubliceerd in 1916 door Zabusov.